# Губанов, Василий Герасимович
Василий Герасимович Губанов (1869 — ?) — крестьянин, депутат Государственной думы II созыва от Рязанской губернии.

## Биография

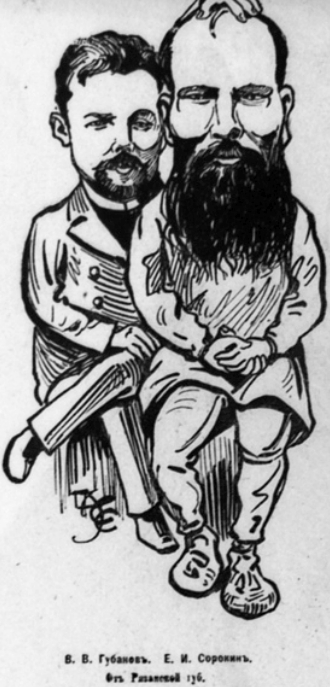
Карикатура на депутатов В. Г. Губанова и Е. И. Сорокина.

Крестьянин деревни Петровская Михайловского уезда Рязанской губернии. Обучался в начальной школе, но курса не окончил. Запасный писарь. Несколько лет служил в Санкт-Петербурге дворником и приказчиком. Земский гласный и волостной судья. Земледелец, имел надел. Занимался торговлей.
8 февраля 1907 избран в Государственную думу II созыва от общего состава выборщиков Рязанского губернского избирательного собрания. По одним сведениям вошёл в состав Конституционно-демократической фракции, по другим в Думе оставался «беспартийным прогрессистом». Состоял в Аграрной комиссии Думы.
Дальнейшая судьба и дата смерти неизвестны.

## Семья
- Жена — Мария Антоновна урождённая ?[3].
- Сын — Иван Васильевич Губанов[4]
- Сын — Георгий Васильевич Губанов, жил в доме инвалидов № 6 Нарофоминского района.[4]
- Дочь — Александра Васильевна Губанова[4].
- Дочь — Губанова (имя?)[4]
- Дочь — Губанова (имя?)[4]

### Архивы
- Российский государственный исторический архив. Фонд 1278. Опись 1 (2-й созыв). Дело 114; Дело 566. Лист 16.